# 红旗 (杂志)
《红旗》杂志是中国共产党中央委员会主办、红旗杂志编辑委员会编写的半月刊，1958年6月1日于北京创刊，1988年6月16日出版最后一期后停刊，中共中央1988年7月另创办理论刊物《求是》。在“文化大革命”期间，《红旗》是官方的重要宣传阵地，被称为“两报一刊”之一。

## 历史
1958年3月召开的成都会议上，毛泽东提出“出版理论刊物”的问题。1958年6月1日《红旗》杂志于北京创刊。
文化大革命時期，其他新聞媒體主管都被打倒，《人民日報》和《紅旗》由中央文革小組組長陳伯達為首的工作組領導。
1966年，《红旗》第12期发表评论员文章《红卫兵赞》。在文章结束的时候，用口号：“伟大的导师、伟大的领袖、伟大的统帅、伟大的舵手毛主席万岁！”
1988年6月停刊，1988年7月《求是》杂志创刊。

## 历任领导

### 编辑委员会
- 第一届(1958年起)：[3][4][5]
  - 委员(36人)：丁冬放、王力、王任重、王鹤寿、尹达、邓力群、田家英、刘大年、孙冶方、艾思奇、李友九、李井泉、李达、肖华、吴冷西、陈伯达、陆定一、周扬、林铁、欧阳钦、范文澜、范若愚、胡乔木、胡绳、姜君辰、柯庆施、陶铸、张德生、许立群、康生、冯定、舒同、杨献珍、廖鲁言、薛暮桥、谭政
  - 常任编辑：邓力群、田家英、李友九、陈伯达、胡绳
  - 总编辑：陈伯达
- 第二届(1982年8月起)：

### 总编辑
- 陈伯达(1958年6月—1970年9月)
- 姚文元(1968年8月—1976年10月)(负责人)
- 王殊(1977年1月—1978年5月)
- 熊复(1978年5月—1987年8月17日)
- 苏星(1987年8月17日—1988年)(副总编辑主持工作)

### 副总编辑
- 胡绳(1966年1月—1966年5月)
- 邓力群(1966年1月—1966年5月)
- 王力(1966年1月—1967年8月)
- 范若愚(1966年1月—1966年6月)
- 许立群(1966年1月—1966年6月)
- 关锋(1966年5月—1967年8月)
- 尹达(1966年5月—？)
- 刘宗卓(1977年5月—1978年10月)
- 方克(1978年7月—1982年4月)[6]
- 江云(1979年6月—1982年4月)
- 卢振川(1979年6月—1982年4月)
- 林肖硖(1982年4月—？)
- 马仲扬(1981年6月—1987年8月17日)[7]
- 王忍之(1982年4月—1987年1月)
- 苏星(1982年8月—1988年)

### 学术批判小组
1966年3月, 成立学术批判小组，成员为关锋、王力、穆欣、戚本禹、范若愚、杜敬(范若愚、杜敬不久即停职)，编辑委员会事实上解体。
- 关锋(1966年3月—？)
- 王力(1966年3月—？)
- 穆欣(1966年3月—？)
- 戚本禹(1966年3月—？)
- 范若愚(1966年3月—？)
- 杜敬(1966年3月—？)

### 《红旗》杂志社文化革命小组
1966年6月18日，陈伯达来《红旗》杂志社“揭盖子”，将范若愚、许立群停职。1966年6月20日，以关锋为组长的红旗杂志社文化革命小组成立，具体领导《红旗》杂志的编辑工作和文化大革命。
- 组长：关锋(1966年6月20日—1967年8月)
- 成员：
  - 张凛(1966年6月20日—1967年8月)
  - 周英(1966年6月20日—1967年8月)
  - 林杰(1966年6月20日—1967年8月)
  - 肖祝兰(1966年6月20日—1967年8月)
  - 李惠让(1966年6月20日—1967年8月)

### 《红旗》杂志社临时领导小组
1967年8月，关锋、王力被撤职，陈伯达宣布姚文元、戚本禹参加《红旗》杂志社编辑工作，《红旗》杂志社文化革命小组改组为《红旗》杂志社临时领导小组。1968年上半年，《红旗》杂志未出刊。1968年7月恢复出刊。
- 组长：张凛(1967年9月—1968年8月)
- 副组长：杜青(1967年9月—1968年8月)
- 成员：
  - 有林(1967年9月—1968年8月)
  - 徐传德(1967年9月—1968年8月)
  - 高征绳(1967年9月—1968年7月)

### 《红旗》杂志社勤务组
1968年8月，姚文元、陈伯达共同负责《红旗》杂志社工作，姚文元主管实际编辑工作。1968年8月，《红旗》杂志社临时领导小组解散，成立《红旗》杂志社勤务组。
- 组长：姜品谊(1968年8月—1970年8月)
- 成员：
  - 高瑞光(1968年8月—1969年6月)
  - 杨纪元(1968年8月—1970年8月)
  - 谷玉庆(1968年8月—1970年8月)
  - 许春宏(1968年8月—1969年8月)

### 工宣队、军宣队
1968年10月，工宣队和军宣队先后进驻《红旗》杂志社。
- 军宣队队长：张学刚(1968年12月—1969年6月)
- 工宣队队长：牛来福(1968年10月—1969年6月)
  - 工宣队负责人：孟兵山(1968年8月？—1976年10月)

### 编辑领导小组召集人
1969年6月，《红旗》杂志社大部分工作人员下放五七干校，只留12人组成的临时编辑小组负责编辑工作。1970年9月，陈伯达被撤职，姚文元负责《红旗》杂志社工作，组织了临时编辑小组(后改为编辑小组)负责编辑工作。
- 有林(1968年8月？—1971年3月？)
- 杨纪元(1968年8月？—1971年3月？)
- 陈展超(1968年8月？—1971年3月？)
- 邢雁(1971年3月？—1971年4月？)
- 许健生(1971年3月？—1976年10月？)
- 林兆木(1971年3月？—1976年10月？)
- 余征(1971年4月？—1976年10月？)